# Ezio Roselli
Ezio Roselli (ur. 8 grudnia 1896 w La Spezia, zm. 6 stycznia 1963 w Genui) – włoski gimnastyk, medalista olimpijski.
W 1920 r. reprezentował barwy Zjednoczonego Królestwa Włoch na letnich igrzyskach olimpijskich w Antwerpii, zdobywając złoty medal w wieloboju drużynowym. Uczestniczył również w olimpiadzie w Amsterdamie (1928), nie zdobywając medalu.